# Huntington (Texas)
Huntington é uma cidade localizada no estado norte-americano do Texas, no Condado de Angelina.

## Demografia
Segundo o censo norte-americano de 2000, a sua população era de 2068 habitantes.
Em 2006, foi estimada uma população de 2099, um aumento de 31 (1.5%).

## Geografia
De acordo com o United States Census Bureau tem uma área de
7,1 km², dos quais 7,1 km² cobertos por terra e 0,0 km² cobertos por água. Huntington localiza-se a aproximadamente 87 m acima do nível do mar.

## Localidades na vizinhança
O diagrama seguinte representa as localidades num raio de 24 km ao redor de Huntington.